# Michajlov
Michajlov (maďarsky Kismihály, rusínsky Михайлів) je obec na Slovensku v okrese Snina. V obci žije 82 obyvatel.

## Poloha
Obec leží v jižní části Bukovských vrchů v horní části údolí potoka Michajlovčík. Povrch je mírně zvlněný až členitý s nadmořskou výškou v rozmezí 240 až 400 m n. m., střed obce je ve výšce 250 m n. m. a je tvořen flyšovými vrstvami.
Obec sousedí s obcemi Klenová na severu, Ubľa na východě, Dúbrava a Šmigovec na jihu, Ladomirov na západě.

## Historie
První písemná zmínka o obci je z roku 1557, kde je jmenována jako Mihalio, později Mihajlo a od roku 1920 Michajlov, maďarsky Mihlo nebo Kismihály.

## Památky
V obci je řeckokatolický filiální kostel Narození Panny Marie postaven v roce 1841 v pozdně barokním slohu. Byl opraven v roce 1900. Kostelík je orientovaná jednolodní stavba na obdélníkovém půdoryse s půlkruhovým závěrem a věží v západním průčelí. Je kulturní památkou Slovenska. Náleží pod řeckokatolickou farnost Ubľa, děkanátu Snina archeparchie prešovské.